# Classe Sans Pareil
La classe Sans Pareil fu una classe di 4 vascelli da 116 cannoni di cui fu costruita solo l'unità capoclasse, il Royal Louis, rimasto in servizio dal 1762 al 1773.

## Storia

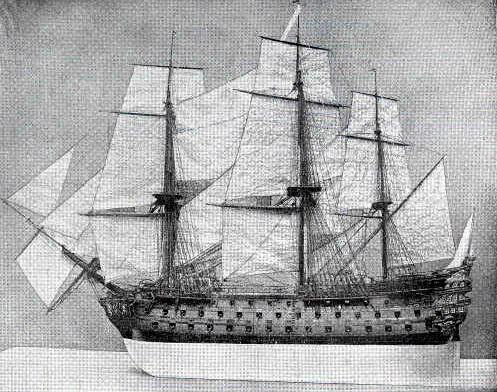
Modello del vascello San Pareil.

Nel XVIII secolo le dimensioni e la potenza delle navi da guerra tendevano ad aumentare. Si andava da navi da 50 cannoni con un equipaggio di 300 persone a navi da 120 cannoni con un equipaggio di 1.200 persone. Il grosso della marina era comunque costituito da navi da 64, 74 e 80 cannoni, con le navi a tre ponti riservate ai comandanti delle squadre navali. L'artiglieria navale non fece progressi: non ci fu l'introduzione di nuovi tipi di cannoni, né miglioramenti nei metodi di tiro, e la gittata effettiva non superava ancora i 500-600 metri. Armate con 108 cannoni, i vascelli a tre ponti avevano 56,40 metri di lunghezza al galleggiamento, 16,50 metri di larghezza al baglio principale, 20 metri di altezza dal ponte di poppa alla chiglia, 2.990 m² di superficie velica, da 1.000 a 1.100 persone di equipaggio per la gestione delle vele e dell'artiglieria. Il Sans Pareil era esattamente il modello delle navi di primo rango progettate tra il 1757 e il 1760, ma nessuna nave dell'epoca portava questo nome. In due occasioni, tuttavia, il nome Sans Pareil fu proposto per volontà del re Luigi XV, tra i nomi sui quali il Ministro della Marina stilò una prima lista dalla quale Sua Maestà selezionò poi i nomi di sua scelta: nella prima occasione, nel 1751, Luigi XV preferì l'Océan; nella seconda occasione, nel 1757, il re scelse Royal Louis per l'unità capoclasse di una serie di quattro vascelli da 116 cannoni, che doveva comprendere anche il Médiateur, il Majestueux e l'Indomptable. La Royal Louis fu l'unica di queste quattro navi a essere costruita, perché per mancanza di fondi la costruzione delle altre tre fu abbandonata a favore di quella di navi più piccole. Della classe Sans Pareil esiste solo un modello in scala 1:30, oggi conservato al Musée national de la Marine di Parigi, che mostra esattamente come doveva apparire il Royal Louis al momento del varo a Brest, intorno al 1759. La polena raffigura ancora un leone e si può notare come le sculture a poppa siano state semplificate per adattarsi alla struttura della nave stessa, svolgendo un ruolo sia funzionale che decorativo.